# Guillaume Daho
Pour les articles homonymes, voir Daho (homonymie).
Guillaume Nicaise Daho, né le 20 décembre 1994 à Abidjan en Côte d'Ivoire, est un footballeur international ivoirien évoluant au poste de milieu offensif au Wydad de Casablanca.

## Biographie

### En équipe nationale
Il participe avec l'équipe de Côte d'Ivoire des moins de 20 ans au Tournoi de Toulon en 2015. 
Il reçoit sa première sélection en équipe de Côte d'Ivoire le 26 décembre 2016, en amical contre le Zimbabwe (match nul 0-0).

## Palmarès
- Vainqueur de la Coupe de Côte d'Ivoire en 2015 et 2017 avec l'Africa Sports.
- Vainqueur de la Super Coupe de Côte d’ivoire de football en 2015.
- Vainqueur de la Ligue des champions de la CAF 2017.